# Orlando Cole
Orlando Cole (* 16. August 1908; † 25. Januar 2010) war ein US-amerikanischer Cellist und Musikpädagoge.

## Leben
Cole studierte von 1924 bis 1934 am Curtis Institute of Music Cello bei Felix Salmond, der auch der Lehrer von Leonard Rose, Frank Miller, Samuel Mayes und Bernard Greenhouse war, und ab 1925 Solfége bei Marcel Tabuteau. 1927 gehörte er am Curtis Institute zu den Gründungsmitgliedern des Swastika Quartet, das später, benannt nach der Gründerin der Schule, Mary Louise Curtis, als Curtis String Quartett bekannt wurde. Mit diesem unternahm er im Verlauf von fünfzig Jahren zahlreiche Konzertreisen durch Amerika und Europa.
Seit dem Abschluss seines Studiums 1934 unterrichtete Cole mehr als 75 Jahre am Curtis Institute. Außerdem gab er Meisterklassen u. a. in den USA, Europa und Fernost. Zu seinen Studenten zählen Musiker wie Lynn Harrell, David Cole, Ronald Leonard, Daniel Lee, Lorne Munroe und Marcie Rosen. 1986 verlieh ihm das Curtis Institute einen Ehrendoktortitel. Die American String Teacher’s Association ehrte ihn 1990 als Teacher of the Year. 1999 erhielt er den ersten Preis der Curtis-Alumni. Auszeichnungen erhielt er auch von der Philadelphia Art Alliance und der Musical Fund Society of Philadelphia.